# Anthémius de Tralles
Pour les articles homonymes, voir Anthémius (homonymie).
Anthémius de Tralles (en grec ancien Ἀνθέμιος ὁ Τραλλιανός) est un mathématicien, ingénieur et architecte byzantin (né vers la fin du Ve siècle - † avant 558).

## Vie et travaux
Il était le fils d'un médecin de Tralles nommé Étienne, qui eut quatre autres fils brillants : Métrodore, grammairien ; Olympios, juriste ; et deux médecins, Dioscore et Alexandre de Tralles (ce dernier est l'auteur des Θεραπευτικά). En tant qu'architecte, il se rendit célèbre par la reconstruction de la cathédrale Sainte-Sophie à Constantinople, avec Isidore de Milet, entre 532 et 537, à la suite de l'incendie provoqué par la sédition Nika. Il était très probablement mort quand la coupole de l'édifice s'effondra en mai 558. Agathias affirme qu'il construisit beaucoup à Constantinople et dans d'autres villes, et Paul le Silentiaire lui donne le qualificatif de πολυμήχανος  à cause de la multitude de machines qu'il avait inventées. Ses compétences furent également employées par Justinien en ingénierie, par exemple lors de la réparation des digues de la forteresse de Dara.
Agathias raconte la querelle qu'il eut avec son voisin le rhéteur Zénon. Battu dans un procès de voisinage qui les opposa, Anthémius se vengea en fabriquant plusieurs machines pour persécuter son ennemi : un dispositif avec des tuyaux de cuir faisant circuler de la vapeur d'eau qui fit croire à un tremblement de terre chez le voisin ; un miroir concave qui éblouissait les gens qui se trouvaient chez lui ; un mécanisme qui produisait brusquement un bruit épouvantable. Zénon finit par dire qu'il n'était pas de taille en face d'un homme qui lançait le tonnerre comme Zeus et ébranlait la terre comme Poséidon.
En tant que mathématicien, il réalisa de remarquables travaux sur les coniques, ce qui lui fut d'ailleurs fort utile pour l'édification de Sainte-Sophie. On peut également citer une méthode de construction d'une ellipse au moyen d'une ficelle fixée aux deux foyers (dite méthode du jardinier) ou l'étude des propriétés focales d'une parabole, qui lui permit de concevoir des miroirs paraboliques pour concentrer les rayons du Soleil : les « miroirs ardents ».
C'est à Anthémius que l'on doit le récit des miroirs ardents qu'Archimède aurait fait construire pour incendier les voiles des galères romaines venues assiéger Syracuse. Transmis à la Renaissance par les écrits d'Alhazen et de Vitellion, ce récit sera repris, tantôt comme objet de recherche (Oronce Fine), tantôt comme objet de mépris (Descartes) par les savants de la Renaissance au XVIIe siècle.
Un fragment de son traité sur les miroirs ardents fut publié en 1777 par Louis Dupuy sous le titre Περί παραδόξων μηχανημάτων (Machines merveilleuses). Ce fragment fut réédité en 1786 dans les Histoires de l'Académie des Instrumentistes (vol. 42).

### Sources primaires
- Fragment d'un ouvrage grec d'Anthémius Sur des paradoxes de mécanique, avec une tr. fr. & des notes, par M. Dupuy, 1777, 40 p. Consultable sur Google Books
- Procope de Césarée, De Justiniani Augusti Cæsaris ædificiis orationes, livre I, chapitre 1.
- Agathias, Histoires, livre V.
- G. L. Huxley, Anthemius of Tralles. A Study in Later Greek Geometry, 1959, p. 44-53.

### Sources secondaires
- Edward Gibbon, Histoire de la décadence et de la chute de l'Empire romain, vol. I.
- R. Rashed, Les Catoptriciens grecs : Les Miroirs ardents, Les Belles-Lettres, coll. « Budé », 2002  (ISBN 2-251-00481-5).